# Antiküthérai szerkezet

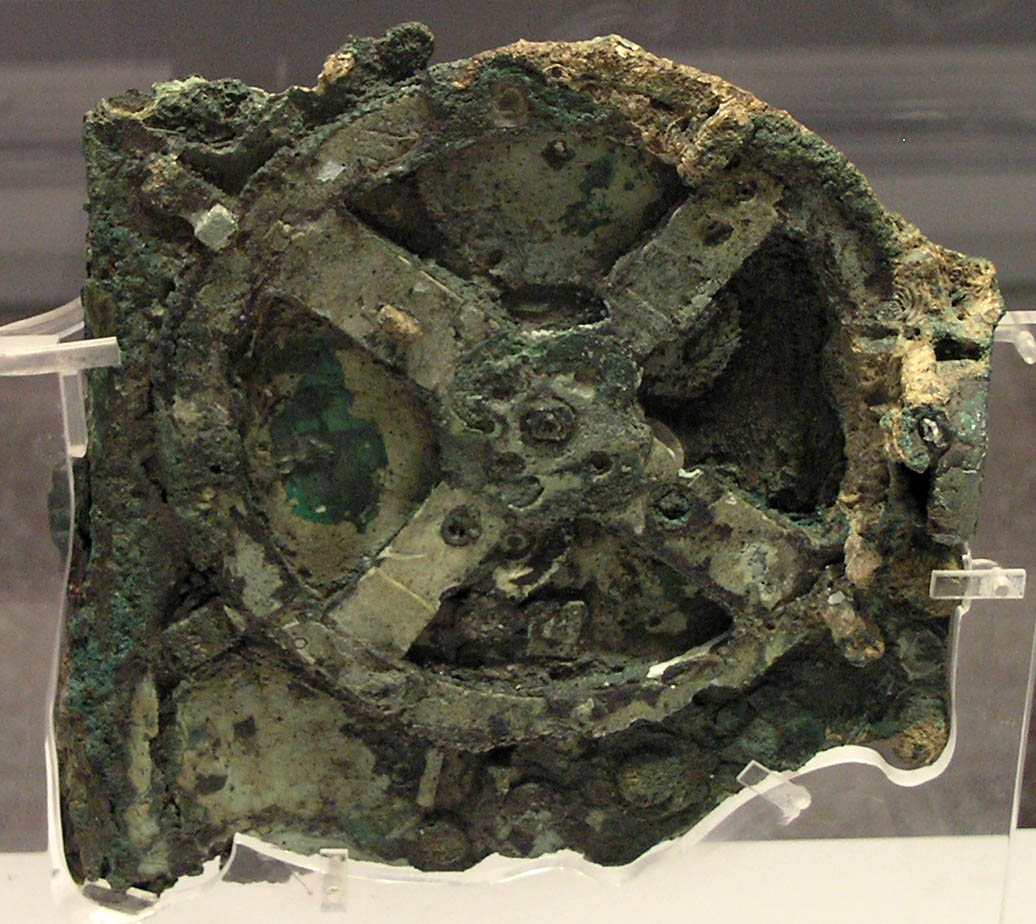
Az antiküthérai szerkezet (részlet)

Az antiküthérai szerkezet egy antik számológép, ami naprendszerbeli objektumok pozíciójának megállapítására, holdfogyatkozások kijelzésére alkalmas, tetszőleges dátum beállításával („antiküthérai óra” és „mechanikus számítógép” néven is ismert). Keletkezése i. e. 205-re tehető, ami kb. 1000 évvel azelőtt volt, hogy hasonló eszközök megjelentek volna a világ más részein.
A szerkezetre 1902. május 17-én bukkantak 40 méter mélységben a Küthéra és Kréta között fekvő Antiküthéra szigete mellett a tenger mélyén keresgélő szivacshalászok, egy, az i. e. 1. században elsüllyedt római hajóroncsban. A készülék maradványait 1902-ben Valériosz Sztáisz régész szerezte be az athéni Nemzeti Régészeti Múzeum számára.

## A szerkezet felépítése

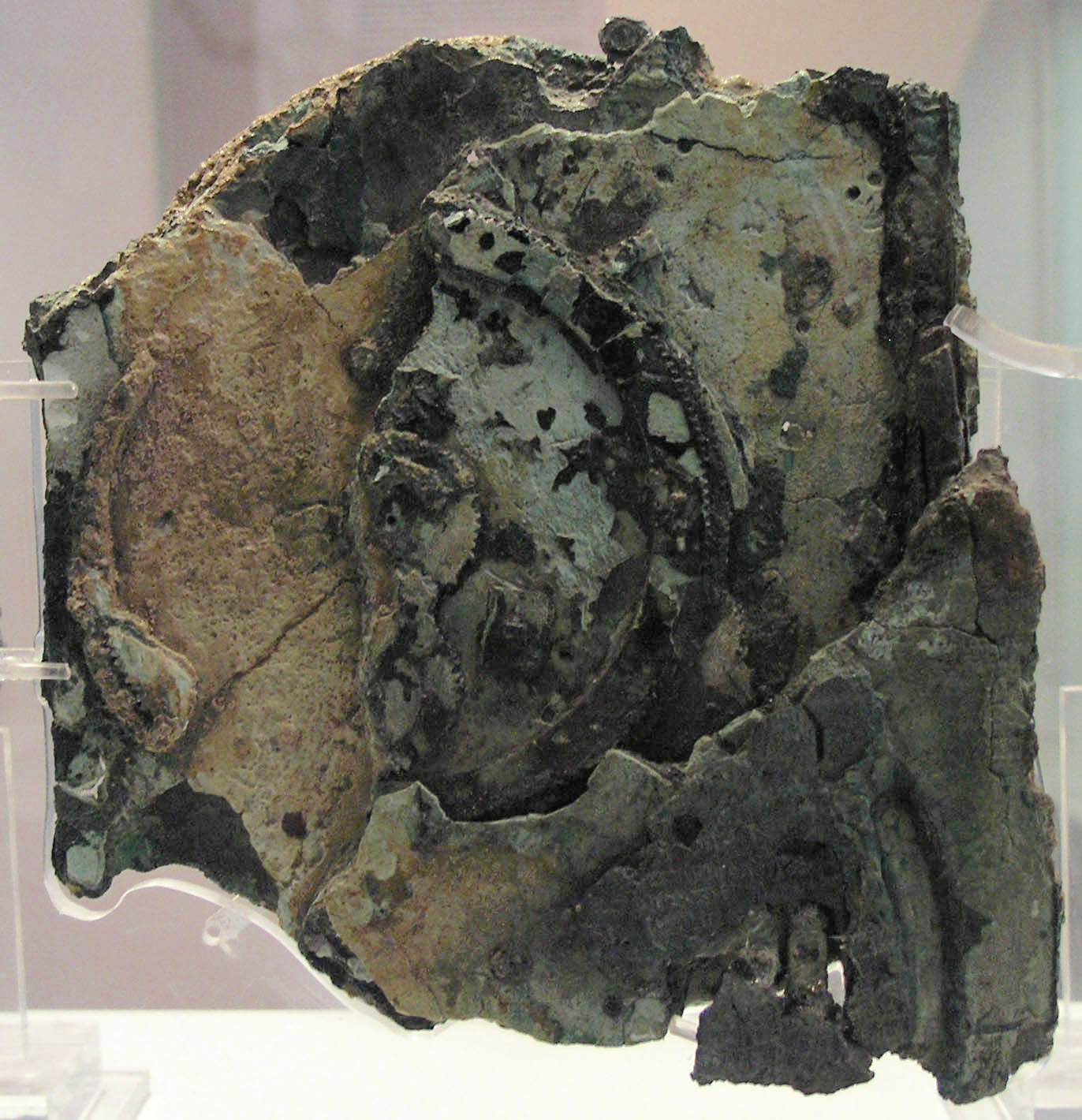
Az antiküthérai szerkezet (részlet)

Az antiküthérai szerkezet 40 darab kézzel készített bronz fogaskerékből és tárcsából áll. A legnagyobb keréknek eredetileg 223 foga volt. A szerkezeten továbbá görög csillagászati feliratok találhatók. A szerkezet 33 cm magas, 17 cm széles és 9 cm mély, bronzból készült és fatokban volt elhelyezve. Több mint 2000 írásjel és szimbólum található rajta. A fő szerkezet egyetlen, központilag elhelyezett tárcsa az elülső lemezen, mely a görög zodiákust és az egyiptomi naptárt mutatta. Hátul további két tárcsa helyezkedett el, melyek a holdciklusok és a fogyatkozási minták idejének információit jelenítik meg.
A szerkezetet megtalálása után több mint ötven évvel Derek de Solla Price régész nagyító alatt vizsgálta meg és vette észre benne a fogaskerekeket. Az ezt követő években röntgensugárral és egyéb modern technikai  eszközökkel vizsgálták a bronzdarabokat. 2006 őszétől indult az antiküthérai szerkezetet kutató program (Antikythera Mechanism Research Project), melynek keretében egy különleges, számítógépes tomográf segítségével százszázalékos biztonsággal megállapították: tényleg egy ókori analóg számítógép darabjai lehetnek a bronzdarabok. A részletes vizsgálódások eredményeként megtudhattuk, hogy az antiküthérai szerkezet 37 apró fogaskerékből, valamint olyan különleges „differenciálművekből” áll, melyek segítségével még a Hold különleges, nem egyenletes sebességű mozgását és a holdfázisokat is sikerült leképezni.
Az első találgatások idején még úgy gondolták, hogy a heliocentrikus világképet ábrázolja, de már elolvasták a „használati útmutatót”, így kiderült, hogy a geocentrikus világkép alapján felépített csillagászati bemutató eszköz volt.

## A szerkezet eredete
Az antiküthérai szerkezet eredetéről nem tudunk biztosat, csupán találgatások léteznek. Egyes elméletek szerint „feltalálója” Rodoszi Poszeidóniosz sztoikus filozófus lehetett, míg mások Arkhimédésszel hozzák kapcsolatba. Megint mások szerint Arkhimédész korában még nem volt ismert a görög tudósok előtt a Hold egyenetlen sebességű mozgása, ezt nagyjából egy évszázaddal később Hipparkhosz tette ismertté a görög világban.
Cicero említést tett az egyik művében egy szerkezetről, melyet állítólag Rodoszi Poszeidóniosz készített. Azt a készüléket azonban i. e. 212-ben – amikor Arkhimédészt megölték Szürakuszai kifosztásakor – Marcus Claudius Marcellus római tábornok szerezte meg. A készüléket családi örökségként őrizték, s e család barátjaként Cicero talán láthatta is azt. (Cicero, De Natura Deorum II.88)
Argentin kutatók 2014-es közlése szerint a szerkezet hátlapja többek között egy i. e. 205. május 12-én lezajló napfogyatkozás dátumát jelzi előre, így ezen időpont előtt kellett készülnie. (Korábban radiokarbonos kormeghatározás alapján úgy gondolták, hogy a szerkezet i. e. 100 és i. e. 150 között készült).

## A szerkezet működése

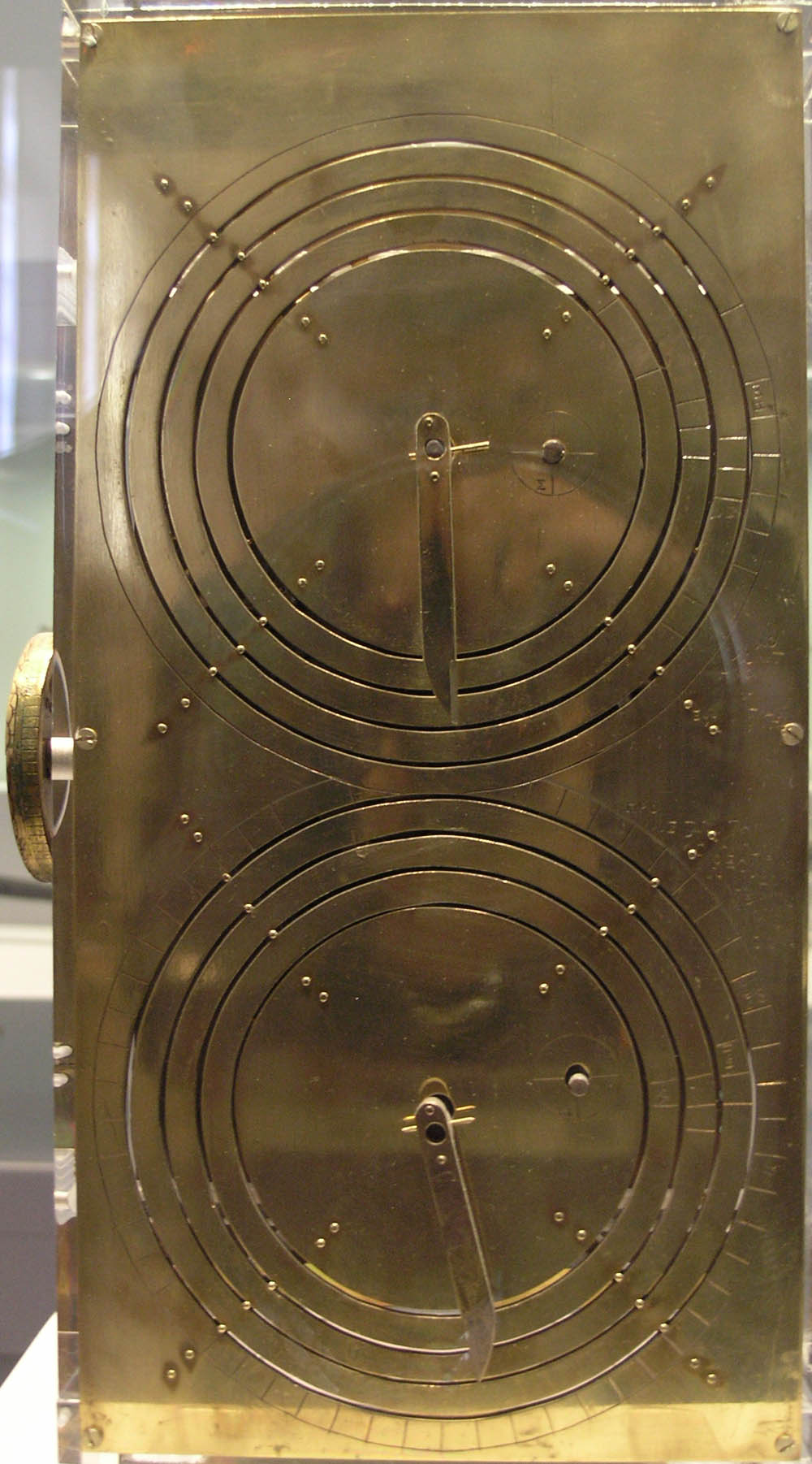
Az antiküthérai szerkezet egyik rekonstrukciója az athéni Nemzeti Régészeti Múzeumban (Robert J. Deroski rekonstrukciója, Derek J. de Solla Price modellje alapján)

A szerkezet fogaskerekeit egy kar segítségével lehetett mozgatni. A fogaskerekek óramutató karokat mozgattak az előlap felett. A szerkezet jövőbeli vagy múltbéli dátumok megadásával pontosan megállapította a meghatározott időpontban a Nap, a Hold és a további öt, akkoriban ismert bolygó helyét (Merkúr, Vénusz, Mars, Jupiter és Szaturnusz).
Egyes kutatók szerint az antiküthérai szerkezet napközpontú, vagyis heliocentrikus szemlélettel készült. Michael T. Wright  azonban (aki megépített egy működőképes antiküthérai modellt), szkeptikus abban a tekintetben, hogy a modell valóban heliocentrikus szemléletet tükrözne.
A szerkezet nem görög aritmetikát, hanem babiloni matematikát használt. Előlapja mutatta a görög állatövet (zodiákus) és egy egyiptomi naptárt. A hátlap két karja a holdfogyatkozásokat mutatta. A hátlapon a hónapok nevei voltak feltüntetve egy tizenkilenc éves ciklusban (ez a  szároszciklus). A görög nyelvű hónapok nevei azt sugallják, hogy a szerkezet Szicíliában készült (abban az időben az egyes tartományokban egymástól eltérő hónapneveket használtak). A szerkezetet szállító hajó valamikor i. e. 85 és i. e. 60 között süllyedhetett el a tengeren.

## A szerkezet rekonstrukciója
Az eredeti szerkezetet nem engedélyezték külföldön tanulmányozni, sőt még a múzeum épületéből sem vihették ki, így a tudósok a vizsgálati berendezéseket kénytelenek voltak a múzeumba telepíteni. A szerkezetet és a rajta lévő, mára már szinte láthatatlan feliratokat az X-Tek háromdimenziós röntgentomográfjával sikerült újra láthatóvá tenni, amit egy német cég, a Volume Graphics szoftverével dolgoztak fel.
Az antiküthérai szerkezetnek mára már több működő rekonstrukciója is készült, az egyiket az athéni Régészeti Múzeumban állították ki.
Wright szerint (aki elkészítette a szerkezet méretarányos és anyaghű másolatát, és maga is órásmester) a megtalált szerkezet előtt több más hasonló szerkezetet is építettek. Erre a módosítások nélküli építés enged következtetni. A kivitelezéshez Wright becslése szerint legalább egyéves munka volt szükséges.[forrás?]

### Videók az antiküthérai szerkezet (valószínű) működéséről
- Antikythera Mechanism. YouTube
- The Antikythera Mechanism. YouTube